# The Sicilian Cross
The Sicilian Cross is een Italiaanse actiefilm uit 1976, geregisseerd door Maurizio Lucidi, met in de hoofdrollen Roger Moore, Stacy Keach en Ivo Garrani.
The Sicilian Cross is ook bekend als Street People, Gli Esecutori (Italiaans voor: De uitvoerders), The Executors en The Man from the Organization. In het Duits is de film uitgebracht onder de titel Abrechnung in San Franzisco. Roger Moore is nagesynchroniseerd door Erik Schumann en Stacy Keach door Harald Juhnke.

## Onderwerp
Een kruis van een Siciliaanse kerk waarin drugs verborgen zijn, wordt naar San Francisco verscheept. Daar worden de drugs gestolen. Maffiabaas Salvatore Francesco vraagt zijn neef Ulysses uit te zoeken wie hierachter zit. Die roept de hulp in van zijn vriend Charlie. Ulysses doet onderzoek op Sicilië en Charlie in San Francisco. In soft focus flasbacks openbaart zich een afschuwelijke waarheid.

## Verhaal
Salvatore Francesco heeft Ulysses uit Sicilië gehaald en in Engeland laten studeren. Francesco is de broer van de moeder van Ulysses. Hij is dus zijn oom. Half Engels, half Siciliaans is een goede combinatie volgens Ulysses. Hij is de advocaat van Francesco. Binnenkort wil Francesco de maffia verlaten en een normaal leven gaan leiden. Francis is bisschop en komt een groot kruis verwelkomen in de haven van San Francisco. Hij spreekt al jaren niet meer met Francesco. Het kruis is een aardigheid voor de Heilbotvloot. Er zit voor minstens een miljoen dollar aan drugs in het kruis. Drie mannen stelen het kruis door drie pakhuisknechten te vermoorden. Het kruis is een geschenk uit Sicilië voor de vissers om voor een goede vangst te zorgen. Veel vissers komen uit Sicilië. Het is een anoniem geschenk. De schenker is dus niet bekend. Volgens geruchten is de schenker Salvatore Francesco.
Frank (Francis) gaat naar Francesco en geeft hem een klap in zijn gezicht. Francesco zegt dat hij niet wist dat er drugs in het kruis zaten. Frank zegt tegen Francesco: “Om het kruis te gebruiken van de kerk waar we samen baden. Je bent een moordenaar. En dat ben je altijd al geweest. Dat ben je altijd al geweest. Je wordt geëxcommuniceerd.”
Ulysses belt zijn vriend Charlie, die autocoureur is. Hij zegt dat hij een klus voor hem heeft voor één miljoen. Daar heeft hij wel oren naar.
Ulysses en Charlie bespieden een bijeenkomst van maffiosi met een verrekijker. Tijdens deze bijeenkomst zegt Continenza: “We hebben een probleem. Onze vriend Salvatore voelt zich verraden. Zijn gulle geschenk is gebruikt om smokkelwaar in te verbergen. Zonder Salvatore's toestemming. Onze kerk is misbruikt. Zijn familie is hierdoor te schande gemaakt. Bovendien zijn er genoeg manieren om dit te doen zonder misbruik te maken van een vriend of zakenrelatie.” Francesco zegt dat hij de drugs niet wil hebben, maar diegene die het gedaan heeft en dat er tot die tijd bloed zal vloeien. Ulysses zegt tegen Charlie: “We zoeken het geld, vinden de drugs en de dader.” Charlie zegt: “Stel dat Francesco erachter zit. Misschien heeft hij zichzelf beroofd om onschuldig te lijken. En dit is niet zomaar iemand, maar Francesco, je oom. Wat doe je dan?” Ulysses: “Dan moet ik hem doden.” Charlie: “En als hij erachter komt dat jij de man van de organisatie bent?” Ulysses: “Dan doodt hij mij. En ook jou.” Tijdens de bijeenkomst van maffiosi zegt Continenza: “We begrijpen je problemen, Salvatore. En we zijn het er allemaal over eens dat we Salvatore zo veel mogelijk zullen helpen. En als we de schuldige hebben gevonden, zullen we hem gezamenlijk vernietigen. Zelfs als het Salvatore Francesco zelf is.”
Ulysses belt Continenza en noemt hem Don Giuseppe. Die zegt tegen Ulysses: “Zelfs een respectabele oude man moet oppassen met wat hij over de telefoon zegt. Je moet de zwijnen vinden die dit hebben gedaan voor er onrust ontstaat. Je kent het probleem. Wat is je prijs?” Ulysses antwoordt: “Tien procent van de waarde.” Continenza wil dat hij het materiaal terugbrengt. Ulysses zegt dat hij zich verre houdt van drugshandel. Don Giuseppe wil dat het probleem uit de familie verdwijnt. Ulysses heeft de opdracht en krijgt een voorschot op zijn Zwitserse rekening. Ulysses gaat met het vliegtuig naar Sicilië en Charlie moet in San Francisco nieuwe gezichten zoeken met nieuw geld of drugs, of allebei.
Op Sicilië probeert iemand Ulysses dood te schieten als hij in een auto rijdt. Ulysses overleeft de aanslag en schiet de schutter dood. Die heeft een pak biljetten in zijn zak en is dus een huurmoordenaar. Ulysses gaat naar burgemeester Rocca en zegt: “Ik ben hier geboren en ben nooit de behoeften van het volk vergeten. Met die behoeften in mijn achterhoofd wil ik u een donatie geven voor een goed publiek werk in ruil voor een kleine dienst.” Hij wil van hem de namen van de laatste tien mannen die uit Sicilië zijn vertrokken en hun bestemmingen. Hij krijgt dat lijstje via een vis die hij op de markt koopt. Als Ulysses de donatie hiervoor aan burgemeester Rocca wil gaan geven bij een oude tempel, vindt hij hem vermoord met een vis op zijn lichaam. Er wordt opnieuw geprobeerd Ulysses te vermoorden met explosieven die in zijn auto zijn bevestigd. Ulysses brengt ze op afstand met een geweerschot tot ontploffing.
In San Francisco heeft Charlie van een oude dame witte poeder gekocht die zijn bewustzijn deed schudden. Ulysses en Charlie zoeken in San Francisco drie mannen die tegelijk Sicilië verlieten. Ulysses zegt tegen Charlie: “De man achter de zending heeft vast voor bescherming gezorgd. Ze kwamen mee, kaapten het en ik denk dat ze het nog steeds hebben.”
Drie mannen in San Francisco hebben geld geleend om een auto te kopen. Drie van de namen van het lijstje zijn in San Francisco: Pano, Nicoletta (Luigi Nicoletta) en Fortunate. Twee geldschieters slaan Luigi Nicoletta in elkaar en willen binnen 48 uur hun geld terug. Daarom besluiten Pano, Nicoletta en Fortunate om de auto te verkopen. Charlie zegt geïnteresseerd te zijn, maar wil eerst een proefrit maken. Tijdens deze proefrit rijdt hij de auto total loss.
Continenza wordt vermoord. Hij was de baas der bazen. Francesco heeft een huurmoordenaar voor deze klus benaderd. Die wilde het niet doen. Hij wilde buiten de oorlog blijven. Nadat hij dit gezegd heeft, wordt hij doodgeschoten. De moordenaar vlucht in zijn auto. Ulysses en Charlie zetten de achtervolging in, maar hun auto belandt uiteindelijk in het water.
Ulysses gaat naar Francis omdat hij hem over Francesco wil spreken om hem te begrijpen. Ulysses zeg tegen Francis: “Francesco is me heel dierbaar. Het is de broer van mijn moeder. Ik kon hem altijd vertrouwen. Hij beschermde me. Hij verzorgde mijn opleiding. Hij hield van me als de vader die ik nooit heb gehad.” Francis zegt: “Je moet niet meer met hem omgaan en je laten bezoedelen door zijn corruptheid.” Ulysses: “Waarom niet, Francis?” Francis: “Omdat hij een moordenaar en een Siciliaan is. Bovendien is hij niet je vriend.” Ulysses: “Niet mijn vriend? Dat kan ik niet geloven.” Francis: “Hij was op zijn vijftiende al een moordenaar.” Ulysses: “15? Hoe kon hij toen moorden? We speelden samen. Ik weet niets van een moord.”
Pano wordt in de haven van San Francisco vermoord doordat de moordenaar een container boven hem neerlaat. Ulysses en Charlie gaan met Fortunate en Nicoletta op de vuist. Ulysses vermoordt Fortunate door hem zijn nek te breken. Nicoletta vlucht met de doos met drugs. Ulysses en Charlie gaan achter hem aan op de daken van San Francisco. Tijdens deze achtervolging wordt Nicoletta doodgeschoten. Charlie pakt de doos met drugs.
In een supermarkt koopt Charlie zes blikken melkpoeder. Daarin doet hij de drugs. De zes blikken zet hij in de kofferbak van zijn auto.
Francesco is naar de kerk gekomen om Francis te spreken. Hij vraagt hem of Ulysses alles weet. Francis zegt dat hij het weet. Francis vraagt aan Francesco waarom hij het kruis gebruikt heeft. Francesco antwoordt: “Niemand zou geloven dat ik zo stom was of zo slim.” Francis vraagt hem: “Wilde je nog een miljoen dollar?” Francesco: “Nee, het heeft niets met drugs te maken. Ik wilde Continenza en zijn man bij de organisatie.”
Ulysses gaat naar het huis van Francesco. Daar schiet hij hem dood als wraak voor de moord op zijn vader toen hij nog een kind was.
Ulysses duwt de auto van Charlie met in de kofferbak de zes blikken met drugs van een klif. Charlie reageert onthutst. Ulysses zegt tegen hem: “Wat is er, Charlie? Het was toch maar poedermelk? Nu is tenminste alles opgelost.”

## Rolverdeling
| Acteur                             | Personage                                                               |
| ---------------------------------- | ----------------------------------------------------------------------- |
| Roger Moore                        | Ulysses                                                                 |
| Stacy Keach                        | Charlie                                                                 |
| Ivo Garrani                        | Salvatore Francesco                                                     |
| Fausto Tozzi                       | Nicoletta / Luigi Nicoletta                                             |
| Ennio Balbo                        | Continenza / Don Giuseppe Continenza                                    |
| Loretta Persichetti                | Hannah                                                                  |
| Pietro Martellanza (Peter Martell) | Pano                                                                    |
| Luigi Casellato                    | Pete                                                                    |
| Romano Puppo                       | Fortunate                                                               |
| Rosemarie Lindt                    | vriendin van Salvatore                                                  |
| Aldo Rendine                       | burgemeester Rocca                                                      |
| Emilio Vale                        | maffioso tijdens maffiabijeenkomst                                      |
| Salvatore Torrisi                  | handlanger van Salvatore                                                |
| Franco Fantasia                    | priester Domenico                                                       |
| Ettore Manni                       | bisschop Frank Lopetri / Francis                                        |
| Salvatore Billa                    | maffioso die op Ulysses schiet                                          |
| Giuseppe Castellano                | een van de maffiosi die Pete en een handlanger van Salvatore vermoorden |
| John Myers                         |                                                                         |
| Peter Pussateri                    |                                                                         |
| Maurizio Streccioni                | maffioso tijdens maffiabijeenkomst                                      |
| Sven Valsecchi                     | Ulysseskind                                                             |

## Achtergrond

### Filmlocaties
De film is opgenomen in Incir De Paolis Studio's in Rome in Italië en op locatie in San Francisco, Sausalito en Pacifica in Californië in de Verenigde Staten en in Capaccio, Paestum en Agropoli in Salerno in Italië.

### Soft focus flashbacks
In de film komen in totaal 9 soft focus flashbacks voor. In die flashbacks vermoordt Francesco de vader van Ulysses. Francesco is dan 15 jaar, Ulysses ongeveer 9 jaar.

### Muziek
De hoofdmelodie “Lila” is gecomponeerd door Luis Enriquez Bacalov. In het begin van de film wordt hij aangeduid als Luis Enriquez.

## Ontvangst
De film werd matig ontvangen en geldt als een van de mindere films van Roger Moore. De verhaallijn en de dialogen zijn niet of moeilijk te volgen. Nergens wordt duidelijk waarom Salvatore Francesco de vader van Ulysses heeft vermoord, terwijl dit de rode draad van de film is. Ook is het niet te vatten dat Ulysses tegen Francis zegt dat hij niets weet van een moord door Salvatore, terwijl Salvatore zijn vader voor zijn ogen heeft doodgeschoten.
In zijn autobiografie Last man standing, Tales from Tinseltown schrijft Roger Moore op pagina 120-121 over The Sicilian Cross dat hij zelf het verhaal en de film niet helemaal begrijpt en dat Stacy Keach en het filmpubliek het verhaal en de film ook niet echt begrepen.
Roy Moseley schrijft in zijn boek Roger Moore, A biography op pagina 182-183 over The Sicilian Cross (vertaald uit het Engels): "Het scenario, waaraan maar liefst zes schrijvers hebben gewerkt, was onsamenhangend in de uitwerking van de poging van een maffiabaas om de 'familie' te verlaten omdat hij genoeg had van het leven dat hij leidde. Het verhaal is een allegaartje van autoachtervolgingen, moorden, familievendetta's, drugssmokkel, godsdienst en soft focus flasbacks – die allemaal geen steekhoudende verklaring hebben. De film leek niet meer dan hij was – een lowbudgetfilm die profiteert van de naam van Roger Moore om hem op de internationale markt te promoten."